# Альвенслебен, Густав Герман фон
Густав Герман фон Альвенслебен (нем. Gustav Hermann von Alvensleben; 17 января 1827 — 1 февраля 1905) — прусский кавалерийский генерал.

## Биография
Густав Герман фон Альвенслебен родился 17 января 1827 года в Ратенове, второй сын генерала от кавалерии Гебхарта Карла Людольфа фон Альвенслебена. Образование получил в Берлинском и Потсдамском кадетских корпусах.
В качестве офицера генерального штаба принимал участие в войнах Пруссии с Данией в 1864 году, в которой отличился при штурме Дюппельских укреплений, с Австрией в 1866 году и с Францией в 1870—1871 годах.
Последнюю кампанию он сделал во главе 15-го уланского полка, участвуя с ним с большим успехом в делах под Мецом, где был ранен. За эту кампанию Густав Герман фон Альвенслебен был награждён орденом «Pour le Mérite».
Затем, последовательно командуя кавалерийскими бригадой и дивизией, Альвенслебен в 1886 году получил в командование 5-й армейский корпус. В 1874 году он был произведён в генерал-майоры и в 1880 году — в генерал-лейтенанты. В 1886 году он получил чин генерала от кавалерии и возглавил 13-й (Вюртембергский) армейский корпус.
В 1890 году Альвенслебен вышел в отставку и был пожалован орденом Чёрного орла.
Густав Герман фон Альвенслебен умер 1 февраля 1905 года в замке Мёкмюль (Хайльбронн, Баден-Вюртемберг).